# Richard Hilleman
Richard Hilleman es un productor estadounidense de videojuegos, conocido por su trabajo en la creación del juego Madden Football para consolas de videojuegos de Electronic Arts. Además de Madden, Hilleman fue una figura clave en la construcción de la enorme marca EA Sports y ha pasado más de 20 años trabajando en el desarrollo de productos en EA. Ha influido directa o indirectamente en una amplia gama de juegos y diseño de juegos.
Hilleman se unió a Electronic Arts en 1982 y fue el empleado número 39. Después de varios años trabajando con productores y equipos en una variedad de roles (incluyendo a Ray Tobey y Stewart Bonn en el simulador de vuelo de combate Skyfox), comenzó a producir sus propios títulos en el finales de la década de 1980. Su primer título acreditado como productor fue Indianapolis 500: The Simulation para PC en 1989.
En 1990, fue el productor de John Madden Football para el rápido crecimiento de Sega Genesis, un juego desarrollado por Troy Lyndon y Michael Knox de Park Place Productions, y codiseñado por Scott Orr, el juego que todavía reconocemos hoy como Madden Fútbol, el título más vendido en la historia de los juegos en América del Norte.
Un miembro del equipo del equipo de Madden, Scott Orr se unió a Hilleman más tarde en EA a tiempo completo en 1991, donde tanto Hilleman como Orr fueron promovidos a puestos de alta dirección en el desarrollo de productos de EA durante los siguientes años. Hilleman fue luego nombrado vicepresidente a cargo de producción para la compañía. Un ávido jugador de hockey durante su juventud en Minnesota, Hilleman fue productor de otros títulos exitosos de EA Sports en la década de 1990, incluidos NHL Hockey, NHLPA Hockey, PGA Tour Golf y Tiger Woods Golf.
Rich Hilleman trabajó para Electronic Arts como Chief Creative Officer hasta mayo de 2016. También es miembro de la Academy of Interactive Arts & Sciences.